# Henryk Grynberg
Henryk Grynberg (Varsó, 1936. július 4. –) lengyel író, költő, drámaíró, esszéista. Életművét a holokauszt és a lengyel zsidók sorsa uralja.

## Élete
1942-től 1944-ig zsidó származása miatt Radosznya és Varsó környékén bujkált. Ő és édesanyja túlélték az üldöztetést, de édesapja és testvére elpusztultak a második világháborúban.

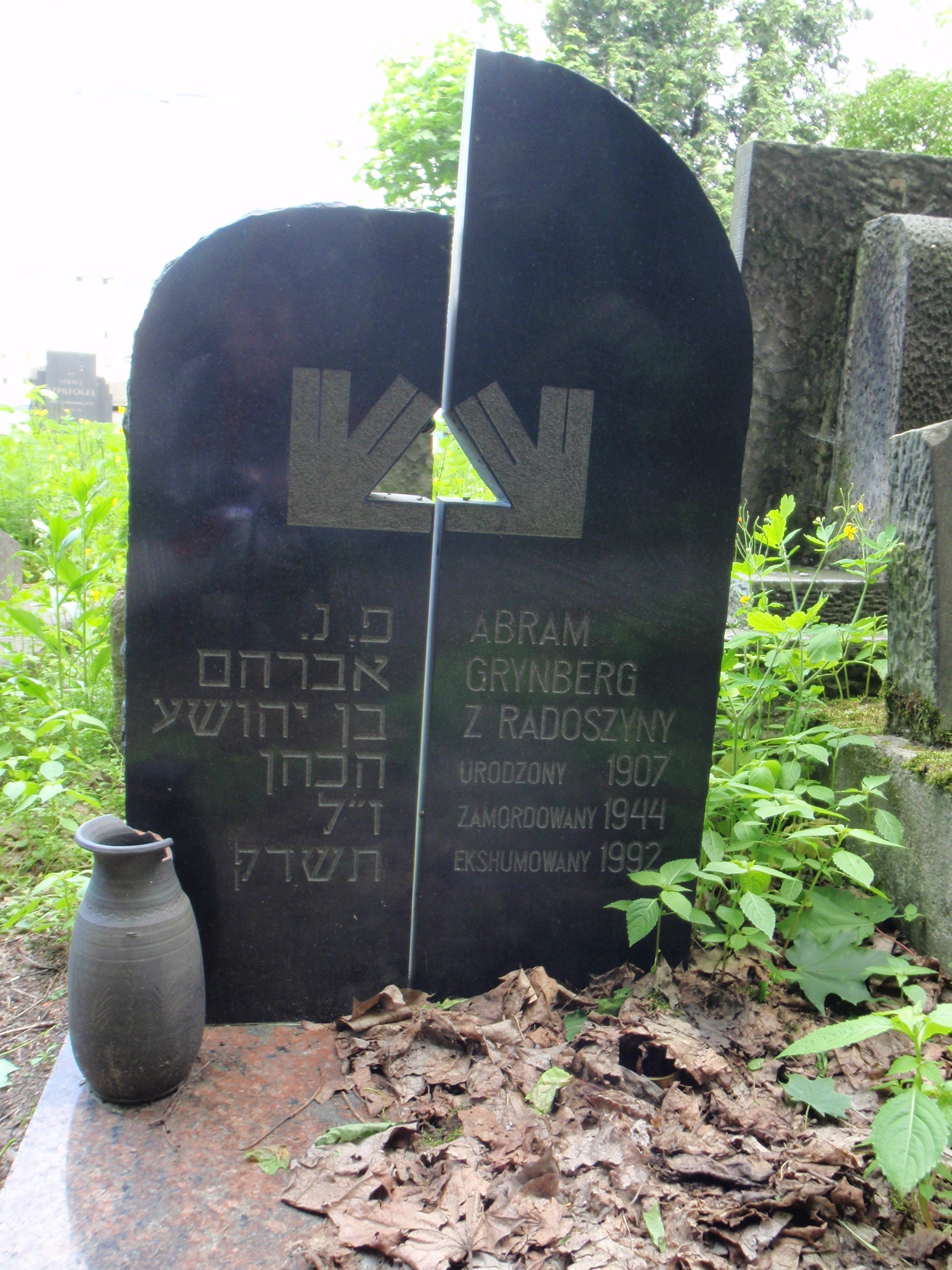
Henryk apjának, Abram Grynbergnek a sírja Varsóban, a zsidó temetőben

Łódźban érettségizett, utána 1954 és 1958 között Grynberg újságírást tanult a Varsói Egyetemen, ez megkönnyítette számára, hogy átlássa az 1956-ot követő társadalmi folyamatokat, és figyelemmel kísérje a zsidók újból megindult exodusát. 1959-től 1967-ig színész volt a Zsidó Színház (Teatrze Żydowskim) társulatában.

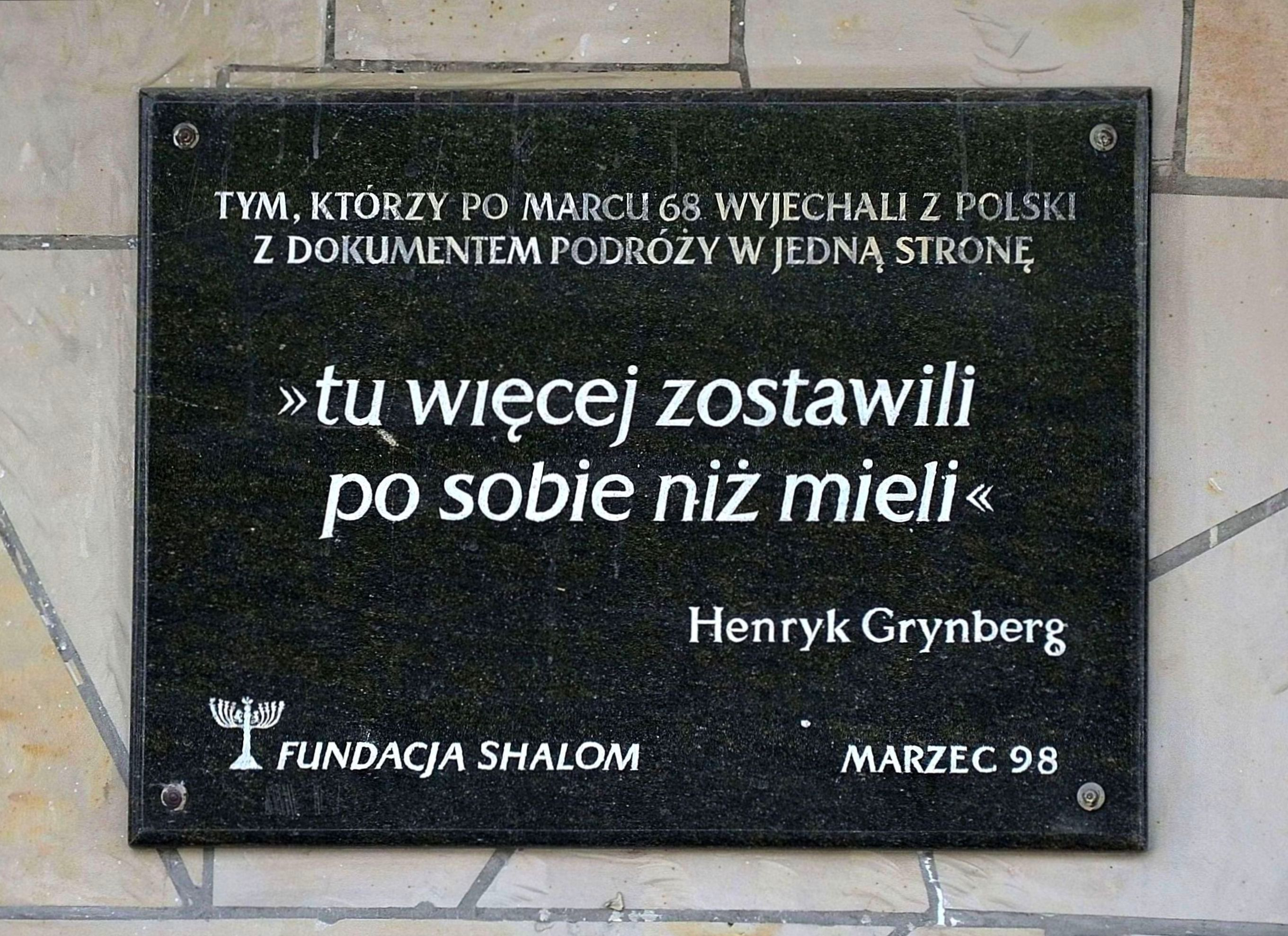
Emléktábla Varsóban Henry Grynberg szavaival

1967 decemberében, a társulat amerikai vendégjátéka során Grynberg menedékjogot kért, nem tért vissza Varsóba. Los Angelesben az University of California hallgatója volt, orosz irodalmat tanult 1971-ig. Ezután 1991-ig az Egyesült Államok Információs Ügynökségénél, valamint a Voice of America (rádiónál) dolgozott Washingtonban.
Művei emigráns kiadóknál jelentek meg, többségük a hazájában 1990-ig be volt tiltva. Önmagát a lengyel zsidók krónikásának tartotta.
2006-ban a Lengyel Történeti Intézet megjelentetett olyan dokumentumokat, amelyek azt bizonyították, hogy Grynberg 1956. október 11-én kötelezettségvállalási nyilatkozatot írt alá a lengyel titkosszolgálatnál (a fedőneve „Riporter” volt). Grynberg maga sem tagadta ezt, de azt állította, hogy a beszervezést zsarolással érték el.
Tagja a Lengyel Írók Szövetségének (Stowarzyszenie Pisarzy Polskich). Regényeit számos nyelvre lefordították: többek között angolra, franciára, németre, héberre, hollandra magyarra. Munkásságát számos irodalmi díjjal ismerték el.

## Művei

### Próza
- Ekipa „Antygona” (1963)
- Żydowska wojna – A zsidó háború (1965)
- Zwycięstwo (1969)
- Życie ideologiczne – Ideológiai élet (1975)
- Życie osobiste (1979)
- Życie codzienne i artystyczne – Mindennapi élet és a művészet (1980, 1998)
- Prawda nieartystyczna (1984)
- Kadisz – Kaddish (1987)
- Szkice rodzinne – Családi vázlatok (1990)
- Dziedzictwo (1993)
- Dzieci Syjonu (1994)
- Ojczyzna (1999)
- Drohobycz, Drohobycz (1997)
- Memorbuch (2000)
- Szmuglerzy, társszerző: Janem Kostańskim – A csempészek (2001)
- Monolog polsko-żydowski – Lengyel-zsidó monológ (2003)
- Uchodźcy – Menekültek (2004)
- Janek i Maria, társszerző: Janem Kostańskim (2006)
- Ciąg dalszy – Folytatás (2008)

### Költészet
- Święto kamieni (1964)
- Antynostalgia (1971)
- Wiersze z Ameryki (1980)
- Wśród nieobecnych (1983)
- Pomnik nad Potomakiem (1989)
- Rysuję w pamięci (1995)
- Z Księgi Rodzaju – A Teremtés könyvében (2000)
- Dowód Osobisty (2006)

### Dráma
- Kronika – Krónika (1984)
- Pamiętnik pisany w stodole – Az istállóban írt napló (1992)
- Kabaret po tamtej stronie – Kabaré a másik oldalon (1997)

### Magyarul
- Ideológiai élet / Magánélet;[3][4] ford. Pálfalvi Lajos; Múlt és Jövő, Bp., 2002 ISBN 9639171794

## Fordítás
- Ez a szócikk részben vagy egészben  a   Henryk Grynberg című lengyel Wikipédia-szócikk ezen változatának fordításán alapul.  Az eredeti cikk szerkesztőit annak laptörténete sorolja fel. Ez a jelzés csupán a megfogalmazás eredetét és a szerzői jogokat jelzi, nem szolgál a cikkben szereplő információk forrásmegjelöléseként.